# Clementine (2004)
Clementine (prt: Taekwondo - Pela Honra) é um filme estado-unidense-sul-coreano de 2004 do gênero ação e drama, dirigido por Kim Du-yeong e estrelado por Steven Seagal.

## Sinopse
Kim é campeão de artes marciais que decide desistir de sua carreira esportiva para conseguir ter tempo para cuidar de sua filha. Mas, quando um chefão das apostas esportivas sequestra a garota para forçar Kim a não desistir da carreira, o campeão concorda em participar de uma luta em troca da liberdade da filha. O problema é que seu oponente é Jack Miller (Steven Seagal), um lutador conhecido por nunca ter perdido uma luta.